# تنوفا (شركة نقل عام)
شركة تنوفا لحلول النقل المحدودة (بالعبرية: תנופה פתרונות תחבורה בע"מ) هي شركة مواصلات عامة إسرائيلية تأسست في عام 2020. تُشغل الشركة خطوط حافلات في ممر القدس والضفة الغربية لخدمة المستوطنين.

## تاريخ
تأسست الشركة في عام 2020 . تتوزع ملكية الشركة بين أربع شركات هي: مايا تور 30% ، شركة EL وتمتلك 30% ، تشاينا موتورز 22.5% ، ومجموعة شاشا 17.5% . شركة تشاينا موتورز هي الشركة المستوردة للحافلات الصينية من طُراز يوتونج، كما تمتلك الشركة مئات الحافلات التي تم شراؤها وتشغيلها في جميع أنحاء إسرائيل.
في أكتوبر 2020 فازت شركة تنوفا بمناقصة تشغيل وسائل النقل العام في ممر القدس. بالإضافة إلى ذلك، فازت بمناقصة تشغيل وسائل النقل العام في الضفة الغربية.
كشفت صحيفة "هآرتس" عن ممارسات فصل عنصري على متن خط 288 التابع لشركة "تنوفا"، حيث يُفصل الركاب اليهود عن العرب، ويُعدّ هذا الفعل جريمة جنائية. كما وُثقت واقعة حيث صعد حوالي 50 عاملًا فلسطينيًا على متن حافلة من شارع "همسغير" في تل أبيب، وعند وصول الحافلة إلى بني براك، أُجبر العمال الفلسطينيين على النزول منها بعد رفض ثلاثة ركاب يهود مشاركة الرحلة معهم. فتحت وزارة النقل الإسرائيلية تحقيقًا في الحادث، وأعلنت وزيرة النقل "ميخال فرانك" تحويل القضية إلى الشرطة لاتخاذ الإجراءات اللازمة.

## أسطول الشركة
يشمل أسطول الشركة حافلات نقل داخل المدن وبين المدن (والحافلات المحمية من الرصاص والحجارة) والحافلات الصغيرة المصنعة من قبل أوتوكار، جولدن دراجون، مرسيدس بنز، حافلات فولفو، ويزدوم، يوتونج.